# (995) Sternberga
(995) Sternberga és un asteroide del cinturó principal descobert en 1923 per Sergei Belyavsky a l'observatori de Simeiz, Ucraïna.
Deu el seu nom a l'astrònom rus Pavel Shternberg.
S'estima que té un diàmetre de 31,62 ± 0,6 km. La seva distància mínima d'intersecció de l'òrbita terrestre és d'1,19854 ua.
Les observacions fotomètriques recollides d'aquest asteroide mostren un període de rotació de 14,61 hores, amb una variació de lluentor de 10,2 de magnitud absoluta.